# Nuzonia
Nuzonia là một chi bọ cánh cứng trong họ Chrysomelidae.
Chi này được miêu tả khoa học năm 1912 bởi Spaeth.

## Các loài
Các loài trong chi này gồm:
- Nuzonia amazonica Borowiec, 2000
- Nuzonia atromaculata Borowiec, 2000
- Nuzonia brevicornis Borowiec, 1998
- Nuzonia ibaguensis Spaeth, 1912
- Nuzonia marginepunctata Borowiec, 2000